# ニコラ・ポッツィ
ニコラ・ポッツィ（Nicola Pozzi, 1986年6月30日 - ）は、イタリア・サンタルカンジェロ・ディ・ロマーニャ出身の元サッカー選手。現役時代のポジションはFW。

## 経歴
2002年にACチェゼーナでプロデビュー。イタリアU-17代表・U-18代表を経験し、その後ACミランが200万ユーロで獲得した。レンタル移籍で経験を積ませていたが、2008年にエンポリFCがミランの持つ共同保有権を買い取った。2009年には500万ユーロの買い取りオプション付きでUCサンプドリアにレンタル移籍した。シーズン終了後にクラブが買い取りオプションを行使し、サンプドリアへの完全移籍が決まった。2014年1月31日、パルマFCにステファノ・オカカ・チュカと交換する形で移籍。翌年2月2日、ACキエーヴォ・ヴェローナに移籍することが決定した。
2015-16シーズンよりセリエBのヴィチェンツァ・カルチョと2年契約を交わしたが、1年で契約を解消しトマス・マンフレディーニと共にクラブを退団した。2016年11月1日、レガ・プロのASプロ・ピアチェンツァ1919に加入することが発表された。

## 所属クラブ
- ACチェゼーナ 2002-2004
- ACミラン 2004-2005

→ SSCナポリ 2004 (レンタル移籍)
→ ペスカーラ・カルチョ 2005 (レンタル移籍)
- エンポリFC 2005-2010

→ UCサンプドリア 2009-2010 (レンタル移籍)
- UCサンプドリア 2010-2014

→ ACシエーナ 2013 (レンタル移籍)
- パルマFC 2014-2015
- ACキエーヴォ・ヴェローナ 2015
- ヴィチェンツァ・カルチョ 2015-2016
- ASプロ・ピアチェンツァ1919 2016-2017
- ASDサン・ドナト・ タヴァルネッレ 2017-2019